# الشدة المستنصرية
الشِّدَّةُ المُسْتَنْصِرِيَّة هو مصطلح يطلق على مجاعة حدثت بمصر نتيجة غياب مياه النيل بمصر لسبع سنين متواصلة عرفت بالعجاف نهاية عصر الخليفة الفاطمي المستنصر بالله في مستهل النصف الثاني من القرن الخامس الهجري من تاريخ الدولة الفاطمية في مصر 1036 - 1094.
روى المؤرخون حوادث قاسية، فلقد تصحرت الأرض وهلك الحرث والنسل وخطف الخبز من على رؤس الخبازين وأكل الناس القطط والكلاب حتى أن بغلة وزير الخليفة الذي ذهب للتحقيق في حادثة أكلوها وجاع الخليفة نفسه حتى أنه باع ما على مقابر أبائه من رخام وتصدقت عليه ابنة أحد علماء زمانه وخرجت النساء جياع صوب بغداد.
وذكر ابن إلياس أن الناس أكلت الميتة وأخذوا في أكل الأحياء وصنعت الخطاطيف والكلاليب؛ لاصطياد المارة بالشوارع من فوق الأسطح وتراجع سكان مصر لأقل معدل في تاريخها.
ويذكر أن الخليفة المستنصر قد امتدت فترة حكمه للستين عاما. ويذكر أن الحسن بن الهيثم قد زار مصر في عصر الدولة الفاطمية وأشار عليهم ببناء سد عالي على النيل إلا أن مشروعه رفض من الخلافة فكانت النتيجة ما حدث من شدة وظلت الفكرة حتى كتب لها التنفيذ في ستينات القرن العشرين ببناء السد العالي الذي وقى مصر خطر السنين العجاف التي غالبا ما كانت تستمر بالسبع سنين ويذكر أن محمد علي بعد خروج الحملة الفرنسية كانت مصر أمامه ليحكمها منذ 1803م إلا أنه رفض الولاية ومنسوب الفيضان منخفض ولم يقبل إلا بعد انتهاء الأزمة التي حسبت على خورشيد باشا الوالي العثماني.
نعود للشدة المستنصرية وما جاء بكتاب اتعاظ الحنفاء بأخبار الأئمة الفاطميين الخلفاء تأييدا لما سبق نسوق ظهر الغلاء بمصر واشتد جوع الناس لقلة الأقوات في الأعمال وكثرة الفساد وأكل الناس الجيفة والميتات ووقفوا في الطرقات فقتلوا من ظفروا به وبيعت البيضة من بيض الدجاج بعشرة قراريط وبلغت رواية الماء دينارا وبيع دار ثمنها تسعمائة دينار بتسعين دينارا اشترى بها دون تليس دقيق وعمّ مع الغلاء وباء شديد وشمل الخوف من العسكرية وفساد العبيد فانقطعت الطرقات براً وبحراً إلا بالخفارة الكبيرة مع ركوب الغرر وبيع رغيف من الخبز زنته رطل في زقاق القناديل كما تباع التحف والطرق في النداء: خراج! خراج! فبلغ أربعة عشر درهما وبيع أردب قمح بثمانين ديناراً. ثم عدم ذلك كله، وأكلت الكلاب والقطط، فبيع كلب ليؤكل بخمسة دنانير.